# 平井浩基
平井 浩基（ひらい ひろき、1994年3月29日 - ）は、日本の俳優である。現在はフリーで活動。愛称はロッキー。

## 来歴
名古屋市出身。３人兄弟の末っ子。幼少期よりタレント事務所に所属しており、2001年7歳の時に「NTT・ぷらら」のCMでデビュー。。
高校受験を機に芸能活動を休止する予定だったが、ミュージカル『テニスの王子様』のカチロー役に決まり“縁があるのかもしれない”と感じ、上京した。
2016年のインタビューでは「主演もやってみたいですが、“脇を固める”という言葉があるように、脇で輝く役者を目指したいです。」と語っている。

## 人物
- 特技はヒップホップダンス・映像編集・附け打ち。
- 趣味は柔軟・歌・カメラ・カフェ巡り。
- 好きな寿司ネタはえんがわ[4]。
- 無類のコーヒー好きで、俳優の星野勇太とテイクアウト専門カフェ『cafe ホシノヒライ』を不定期で営業中。自らブレンドしたコーヒーと、お手製のスイーツなどを提供している。
- 2021年3月に公式YouTubeチャンネルを開設。踊ってみた動画やカフェ巡り動画などをアップロードしている。

## 出演

### 舞台
- ミュージカル『テニスの王子様』 - 加藤勝郎 役
  - The Imperial Presence 氷帝 feat.比嘉（2008年7月 - 9月、日本青年館 他）
  - The Treasure Match 四天宝寺 feat. 氷帝（2009年2月 - 3月、日本青年館 他）
  - Dream Live 6th（2009年5月、東京体育館　他）
  - The Final Match 立海 First feat. 四天宝寺（2009年7月 - 10月、日本青年館 他）
  - The Final Match 立海 Second feat.The Rivals（2009年12月 - 2010年3月、日本青年館 他）
  - Dream Live 7th（2010年5月、横浜アリーナ 他）
- *pnish*プロデュース『黄金仮面』（2011年2月16日 - 20日、全労済ホールスペース・ゼロ/2月26日・27日、北國新聞赤羽ホール/3月5日・6日、神戸朝日ホール）- 少年 役[5]
- 少年探偵団（2011年10月5日 - 16日、青山円形劇場）- 山村始 役[6]
- GOGO！パンダ’72（2013年8月7日 - 14日、三越劇場）- 森野裕吉 役
- 蝶々殺人事件（2014年3月12日 - 16日、紀伊國屋サザンシアター）- 等々力 役[7]
- イルカ団! ＋take-in Vol.1『Screw You！』（2014年7月19日 - 21日、ウッディイアター中目黒）- 陽太 役[8][9]
- RATATATTAT! Vol.5『 DOUBLE BILL!!』※『Rendez-VousVer.4』＜Peekaboo-Edition＞出演（2015年3月14日 - 22日、APOCシアター）- 柘植巧 役 [10]
- 孤島の鬼（2015年4月22日 - 5月4日、赤坂RED/THEATER）- 友之助、吉 役[11]
- りぼん60周年記念公演　舞台『こどものおもちゃ』（2015年8月20日 - 30日、銀座 博品館劇場）- 恩多さん、田中先生、サム 役[12]
- ミュージカル「ちっちゃな英雄(ヒーロー)」
  - Team Happy（2015年10月2日 - 12月25日、サンリオピューロランド）- ジェラルド 役
  - Team Sky（2015年12月26日 - 2016年3月19日、サンリオピューロランド）- ジェラルド 役
  - Team March(2017年9月29日 - 12月20日、サンリオピューロランド) - ジェラルド 役
  - Team Future(2018年3月22日 - 4月23日、サンリオピューロランド) - ジェラルド 役
  - Team Future(2018年4月24日 - 5月26日、サンリオピューロランド) - ロベルト 役
- コミックジャック-RETURN2016-（2016年1月22日 - 23日、紀伊國屋サザンシアター）- ジェラルド 役
- WBB vol.10『懲悪バスターズ』（2016年5月19日 - 22日、東京芸術劇場 プレイハウス/2016年5月28日 - 29日、新神戸オリエンタル劇場）- 悪霊、人間、部下 役[13]
- 孤島の鬼―咲きにほふ花は炎のやうに―（2017年2月3日 - 12日、赤坂RED/THEATER）- 北川刑事 役[14]
- AGN@Enthenaプロデュース『The Red Moon Night －月が飛ぶ夜－』（2017年2月22日 - 26日、新宿村LIVE）- 近藤 役
- ミュージカル・リズムステージ「夢色キャスト」（2018年2月7日 - 11日、AiiA 2.5 Theater Tokyo）- アンサンブル
- 演劇ユニット 爆走おとな小学生 第四回課外授業『スペシャルな恋もベタにオンリー』（2018年2月20日 - 25日、コフレリオ新宿シアター）- 主演・智也 役
- 寿司は別腹　SUSHI the “BETSUBARA”タコ組（2018年11月19日 - 2019年2月21日※タコ組千穐楽、京都SUSHI劇場）[15]
- SCHOOL STAGE『ここはグリーン・ウッド』（2019年7月19日 - 28日、天王洲銀河劇場） - 羽生、新聞部部長 役[16]
- テイルズ オブ ザ ステージ −光と影の正義−（2019年12月5日 - 15日、天王洲銀河劇場）- ラゴウ 役 ※ダンサーとしても出演[17]
- Pave the Way STAGE１『寓話のゴーグル』（2020年1月13日 - 19日、劇場MOMO）- 犬塚廉 役[18]
- 羽仁プロデュース 第3弾『ハッピーハードラック』ラッキーチーム（2020年2月18日 - 24日、上野ストアハウス）- 早乙女 役[19]
- 淡海乃海-現世を生き抜くことが業なれば-（2020年3月25日 - 29日、新宿村LIVE）- 公方様、浅井兵 役[20]
- よみがえる明治座東京喜劇　ニッポン放送「高田文夫のラジオビバリー昼ズ」全力応援！（2021年1月29日 - 2月14日、明治座）[21]　※ 「第一部　こちとら大奥様だぜぃ！」に出演
- 舞台 ぶたのちょきんばこ第2回公演「はんにん」（2021年11月9日 - 11月14日、劇場HOPE）しんこう 役
- 舞台「Les Misérables～惨めなる人々～」（2022年5月21日 - 5月29日、両国 シアターX ）ティナルディエ、バマタボア、分身 役
- 『HUNTER×HUNTER』THE STAGE2（2024年3月16日 - 31日、天王洲 銀河劇場 / 4月6日 - 14日、梅田芸術劇場 シアター・ドラマシティ）[22]
- 劇団新劇団 番外夏公演『僕はダーウィン賞をとりたいと思った』（2024年8月22日 - 25日、シアター711）[23]
- 舞台『ハンドレッドノート〜暗闇に消えた月〜』（2024年10月3日 - 13日、品川プリンスホテル クラブeX） - 矢吹慶介 役[24]
- mucho produce vol.2 舞台『悲しい時には羊のうたを』（2025年2月14日 - 23日、新宿村LIVE）[25]

### 映画
- 口裂け女 （2007年） - 松崎光（少年時代） 役
- ジョーカーゲーム（2012年12月）- 生徒 役

### テレビドラマ
- 弱虫ペダル（2016年、BSスカパー!） - 杉元照文 役
- 弱虫ペダル Season２（2017年8月、BSスカパー!） - 杉元照文 役
- モブサイコ100（2018年2月22日放送）- 黒酢中生徒 役 ※第6話

### バラエティ
- 日本テレビ『THE突破ファイル』(2019年6月27日放送) 航空救難団 坂下2曹 役
- フジテレビ『見抜けば儲かる！』(2021年12月31日放送)

### イベント
- 星乃勇太&平井浩基Take outイベント『cafe ホシノヒライ』（2020年10月18日、新宿『リトリート倶楽部』）[26]
- 『cafe ホシノヒライ』 -online- 2021春出張版（2021年4月13日-6月15日）
- 朗読劇『Astrologhias！~mythos1~』衣装展示会 with『cafe ホシノヒライ』 (TAKE OUT ONLY)（2021年9月11日・9月13日、シュビア赤坂）
- 『cafe ホシノヒライ』 プレオープン（2022年3月5日 - 3月11日、高円寺 uroko）
- 『SEVENSINS Summer Vintage Market』 出張営業『cafe ホシノヒライ』（2022年6月12日、代官山 シャトレジアネックス101）
- 『cafe ホシノヒライ』 グランドオープン（2022年6月30日 - 7月7日、高円寺 uroko）